# Saint-Jean-le-Blanc, Loiret

Saint-Jean-le-Blanc este o comună în departamentul Loiret din centrul Franței. În 1 ianuarie 2022 avea o populație de 9.534 de locuitori.